# Никон (Пурлевський)
Архієпископ Никон (в миру Микола Олександрович Пурлевський; 5 лютого 1886, Житомир — †9 січня 1938 Архангельськ) — єпископ Російської православної церкви, архієпископ Казанський. Брат Фотія (Пурлевського)

## Життєпис
Народився в сім'ї статського радника Олександра Микитовича Пурлевського.
Закінчив 1 Житомирську гімназію.
1906 — після закінчення Волинської духовної семінарії поступив до Казанської духовної академії.
18 жовтня 1907 — пострижений в чернецтво з іменем Никон.
25 травня 1910 — рукопокладений в ієромонаха.
У тому ж році закінчив академію зі ступенем кандидата богослов'я та 16 серпня призначений викладачем Житомирського училища пастирства.
3 листопада 1911 — помічник наглядача Кременецького училища.
23 серпня 1913 — наглядач Бельського духовного училища.
12 серпня 1914 — помічник начальника пастирської місіонерської семінарії при. Григоріє-Бизюковському монастирі.
11 листопада 1916 — інспектор Віфанської духовної семінарії.
1918 — намісник Московського Донського монастиря.
14 квітня 1920 — хіротонія в єпископа Рильського, вікарія Курської єпархії.
У тому ж році переміщений єпископом Бєлгородським, вікарієм тієї ж єпархії.
У 1922 пішов в обновленці. У 1923 був членом обновленського Церковного Управління. Брав участь у Помісному соборі, де виступив проти позбавлення святителя Тихона патріаршого чину і не підписав постанов Собору. У тому ж році призначений єпископом Курським.
У березня 1924 покаявся перед Патріархом Тихоном та митрополитом Петром у храмі Воскресіння, що в Барашах і прийнятий у тому ж сані єпископа.
У лютому 1925 колегією ОГПУ був засуджений до двох років заслання на Соловецькі острови.
3 квітня 1930 — був призначений єпископом Прикаспійським та Бакинським, але до місця служіння не виїхав, однак єпископом числився до жовтня.
24 жовтня 1930 — єпископ Ржевський.
21 березня 1933 — єпископ Вяземський.
З 21 березня по серпень 1933 — керував Вяземською єпархією.
19 жовтня 1933 — єпископ Архангельський.
3 січня 1934 — зведений в сан архієпископа.
23 травня 1937 — архієпископ Казанський.
16 грудня 1937 — арештований. 25 грудня рішенням «трійки» НКВД був засуджений за статтею 58-10 («релігійна агітація, чутки про масові арешти невинних священиків»), убитий 7 січня 1938. Похований у загальній могилі на Астраханському цвинтарі.
Реабілітований 17 травня 1989.